# Kostel Saint-Joseph-des-Nations
Kostel Saint-Joseph-des-Nations (doslovně svatého Josefa Národů) je katolický farní kostel v 11. obvodu v Paříži, v ulici Rue Saint-Maur. Kostel je zasvěcený svatému Josefovi.

## Historie
Výstavba probíhala v letech 1866–1875, ale k bohoslužbám sloužil už od května 1874. Kostel byl 20. srpna 1899 vypleněn anarchisty během nepokojů při revizi procesu s Alfredem Dreyfusem.
V roce 1990 se v kostele shromáždili žadatelé o azyl držící hladovku.
Varhany z roku 1874 byly restaurovány roku 1963.